# Monster Cars
Ne doit pas être confondu avec Monster truck ou Monster Trucks.
Pour plus de détails, voir Fiche technique et Distribution.
Monster Cars (Monster Trucks) ou Monstres sur roues au Québec est un film américain réalisé par Chris Wedge, sorti en 2016.

## Synopsis
Tripp, un lycéen, s'ennuie profondément dans sa ville natale. Il décide de construire un monster truck avec des pièces détachées trouvées dans une casse. Après un accident aux abords d’un site de forage pétrolier, il fait la rencontre d'une créature étrange souterraine. Tripp découvre par ailleurs que ce « monstre » a le goût et un talent certain pour la vitesse.

## Fiche technique
Sauf indication contraire, les informations mentionnées dans cette section peuvent être confirmées par la base de données cinématographiques IMDb,  présente dans la section « Liens externes ».
- Titre original : Monster Trucks
- Titre français : Monster Cars
- Titre québécois : Monstres sur roues
- Réalisation : Chris Wedge
- Scénario : Derek Connolly, d'après une histoire de Matthew Robinson, Jonathan Aibel et Glenn Berger
- Photographie : Don Burgess
- Direction artistique : Andrew Menzies
- Directeur de la création : Lino DiSalvo
- Montage : Conrad Buff IV
- Costumes : Tish Monaghan
- Musique : David Sardy
- Production : Mary Parent
- Sociétés de production : Paramount Animation, Nickelodeon Movies, Disruption Entertainment
- Distribution : Paramount Pictures
- Genre : action, fantastique
- Pays d'origine :  États-Unis
- Budget : 125 millions de dollars[1]
- Durée : 104 minutes
- Dates de sortie :

 France : 21 décembre 2016
 États-Unis : 13 janvier 2017

## Distribution
- Lucas Till (VF : Gauthier Battoue ; VQ : Xavier Dolan) : Tripp
- Jane Levy (VF : Karine Foviau ; VQ : Catherine Brunet) : Meredith
- Amy Ryan (VF : Dominique Lelong ; VQ : Mélanie Laberge) : Cindy
- Rob Lowe (VF : Bruno Choël ; VQ : Gilbert Lachance) : Reece Tenneson
- Danny Glover (VF : Richard Darbois ; VQ : Guy Nadon) : M. Weathers
- Barry Pepper (VF : Guillaume Lebon ; VQ : François Sasseville) : le shérif Rick
- Holt McCallany (VF : Bernard Bollet ; VQ : Stéphane Rivard) : Burke
- Frank Whaley (VF : Éric Legrand ; VQ : Tristan Harvey) : Wade
- Thomas Lennon (VF : Laurent Morteau ; VQ : Jean-François Beaupré) : Dr Bill Dowd
- Tucker Albrizzi (VF : Gabriel Bismuth-Bienaimé ; VQ : Louis-Phillipe Berthiaume) : Sam Geldon
- Samara Weaving : Brianne
- Jedidiah Goodacre (VQ : Nicholas Bacon) : Jake
- Adrian Formosa
- Chad Willett (en)
- Chelah Horsdal
- Cinta Laura : Ariel
- Jon Polito : Thelonious

 Source et légende : version française (VF) sur RS Doublage et selon le carton du doublage français cinématographique.

## Production
L'idée du film est venu du fils, alors âgé de 4 ans, d'Adam Goodman (en), président de Paramount Pictures en 2013. L'idée est aussi de faire appel au merchandising dans la même lignée que Transformers.

### Tournage
Le tournage débute le 10 mai 2014 à Vancouver.

## Accueil
Trois mois avant la sortie du film, Paramount annonce que le studio perdra 115 millions de dollars sur le long métrage. Une estimation basée sur les nombreux reports du film et également sur la bande-annonce suscitant beaucoup de railleries, un analyste déclare même « Ça semble totalement faux, on dirait une parodie de Funny or Die ». Le fait que c'est un enfant de 4 ans qui inspira l'idée fut souvent reprit,. Il est souligné que l'annonce anticipée de l'échec du film prolonge une année difficile pour Paramount marquée par les flops de Ninja Turtles 2, Ben-Hur et Zoolander 2.

## Adaptation
Le film a fait l'objet d'une adaptation en jeu vidéo sous le titre Monster Trucks Racing sur iOS et Android.